# Dipodomys deserti
Dipodomys deserti és una espècie de mamífer rosegador de la família dels heteròmids. Viu al nord-oest de Mèxic i el sud-oest dels Estats Units. Es tracta d'un animal nocturn que s'alimenta de llavors. El seu hàbitat natural són els deserts de plana amb vegetació escassa i sòls sorrencs. Es creu que no hi ha cap amenaça significativa per a la supervivència d'aquesta espècie, tot i que és afectada per la presència de vehicles de motor al seu entorn.